# Bleurville
Bleurville és un municipi francès, situat al departament dels Vosges i a la regió del Gran Est. L'any 2007 tenia 361 habitants.

## Demografia

### Població
El 2007 la població de fet de Bleurville era de 361 persones. Hi havia 160 famílies, de les quals 44 eren unipersonals (20 homes vivint sols i 24 dones vivint soles), 60 parelles sense fills, 40 parelles amb fills i 16 famílies monoparentals amb fills.
La població ha evolucionat segons el següent gràfic:
Habitants censats

### Habitatges
El 2007 hi havia 197 habitatges, 158 eren l'habitatge principal de la família, 12 eren segones residències i 27 estaven desocupats. 191 eren cases i 6 eren apartaments. Dels 158 habitatges principals, 143 estaven ocupats pels seus propietaris, 9 estaven llogats i ocupats pels llogaters i 6 estaven cedits a títol gratuït; 9 tenien dues cambres, 23 en tenien tres, 35 en tenien quatre i 91 en tenien cinc o més. 104 habitatges disposaven pel capbaix d'una plaça de pàrquing. A 81 habitatges hi havia un automòbil i a 58 n'hi havia dos o més.

### Piràmide de població
La piràmide de població per edats i sexe el 2009 era:
| Homes | Edats   | Dones |
| ----- | ------- | ----- |
| 0     | 95 o +  | 0     |
| 0     | 90 a 94 | 0     |
| 0     | 85 a 89 | 0     |
| 0     | 80 a 84 | 12    |
| 16    | 75 a 79 | 0     |
| 12    | 70 a 74 | 12    |
| 8     | 65 a 69 | 4     |
| 0     | 60 a 64 | 24    |
| 12    | 55 a 59 | 8     |
| 24    | 50 a 54 | 16    |
| 8     | 45 a 49 | 20    |
| 20    | 40 a 44 | 0     |
| 8     | 35 a 39 | 8     |
| 12    | 30 a 34 | 16    |
| 16    | 25 a 29 | 8     |
| 8     | 20 a 24 | 12    |
| 12    | 15 a 19 | 8     |
| 12    | 10 a 14 | 4     |
| 16    | 5 a 9   | 12    |
| 12    | 0 a 4   | 0     |

## Economia
El 2007 la població en edat de treballar era de 232 persones, 154 eren actives i 78 eren inactives. De les 154 persones actives 138 estaven ocupades (81 homes i 57 dones) i 16 estaven aturades (11 homes i 5 dones). De les 78 persones inactives 35 estaven jubilades, 16 estaven estudiant i 27 estaven classificades com a «altres inactius».

### Ingressos
El 2009 a Bleurville hi havia 153 unitats fiscals que integraven 358 persones, la mediana anual d'ingressos fiscals per persona era de 17.425 €.

### Activitats econòmiques
Dels 21 establiments que hi havia el 2007, 3 eren d'empreses extractives, 2 d'empreses alimentàries, 2 d'empreses de fabricació d'altres productes industrials, 3 d'empreses de construcció, 2 d'empreses de comerç i reparació d'automòbils, 1 d'una empresa de transport, 2 d'empreses d'hostatgeria i restauració, 2 d'empreses immobiliàries, 1 d'una empresa de serveis, 1 d'una entitat de l'administració pública i 2 d'empreses classificades com a «altres activitats de serveis».
Dels 5 establiments de servei als particulars que hi havia el 2009, 2 eren tallers de reparació d'automòbils i de material agrícola, 1 guixaire pintor, 1 lampisteria i 1 electricista.
L'únic establiment comercial que hi havia el 2009 era una fleca.
L'any 2000 a Bleurville hi havia 9 explotacions agrícoles que ocupaven un total de 498 hectàrees.

## Equipaments sanitaris i escolars
L'únic equipament sanitari que hi havia el 2009 era una ambulància.
El 2009 hi havia una escola elemental integrada dins d'un grup escolar amb les comunes properes formant una escola dispersa.

## Poblacions més properes
El següent diagrama mostra les poblacions més properes.